# Драпатый, Михаил Васильевич
Михаил Васильевич Драпатый (укр. Михайло Васильович Драпатий; род. 21 ноября 1982, Каменец-Подольский, Хмельницкая область) — украинский военнослужащий, генерал-майор Вооружённых сил Украины, командующий объединёнными силами Вооружённых сил Украины с 3 июня 2025 года, командующий оперативно-стратегической группировкой войск (ОСГВ) «Хортица» (с 27 января 2025), командующий Сухопутными войсками Украины (29 ноября 2024 — 1 июня 2025), заместитель начальника Генштаба по подготовке военных (с 10 февраля 2024), глава оперативно-тактической группировки войск «Луганск» (сентябрь — ноябрь 2024). Командир 58-й отдельной мотопехотной бригады (2016—2019). Глава оперативно-тактической группировки войск «Харьков» (с мая по сентябрь 2024). Полный кавалер ордена Богдана Хмельницкого.

## Биография

### Ранние годы
Родился 21 ноября 1982 года в Каменце-Подольском Хмельницкой области. После окончания средней школы стал курсантом Харьковского института танковых войск им. Верховной рады Украины. Завершив обучение в 2004 году, лейтенант Михаил Драпатый начал военную службу в 72-й отдельной механизированной бригаде.

### Освобождение Мариуполя
В 2014 году командовал батальоном 72-й бригады. В мае в ходе освобождения захваченного пророссийскими повстанцами Мариуполя организовал прорыв бригады в центр Мариуполя.

### Вторжение России на Украину
С 29 ноября 2024 года — командующий Сухопутными войсками Украины.
27 января 2025 года из-за взятия Великой Новосёлки президент Украины Владимир Зеленский снял с должности командующего восточным фронтом Андрея Гнатова и назначил на его место генерала Михаила Драпатого.
1 июня 2025 года главком Сухопутных войск Украины Драпатый в своём Telegram-канале заявил о подаче рапорта об отставке из-за российского удара по полигону в Сумской области, где располагалось учебное подразделение Сухопутных войск Украины.

## Воинские звания
- генерал-майор (5 октября 2024)[8][9]
- Бригадный генерал (2022)